# Джонсон-Томпсон, Катарина
Катарина Мэри Джонсон-Томпсон (англ. Katarina Mary Johnson-Thompson; 9 января 1993, Ливерпуль) — британская легкоатлетка, специализируется в многоборье и прыжках в длину. Серебряный призёр Олимпийских игр 2024 года и двукратная чемпионка мира 2019 и 2023 годов в семиборье. Участница летних Олимпийских игр 2012, 2016 и 2020 годов.  
21 февраля 2015 года на соревнованиях Aviva Indoor Grand Prix установила новый рекорд Великобритании в прыжках в длину в помещении — 6,93 м. В 2016 году заняла шестое место на Олимпиаде в Рио-де-Жанейро в семиборье. При этом в прыжках в высоту она и бельгийка Нафиссату Тиам показали результат 1,98 м, что на 1 см выше, чем у победительницы и призёров в соревнованиях по прыжкам в высоту.
На предолимпийском чемпионате мира, который состоялся в 2019 году в Катаре, Катарина в семиборье завоевала золотую медаль с результатом 6981 очко.
В 2023 году на чемпионате мира по лёгкой атлетике, который состоялся в Будапеште, спортсменка из Великобритании, в семиборье, с результатом 6740 очко стала золотым призёром чемпионата мира.

## Биография
Родилась в семье белой британки Трэйси Джонсон и чернокожего выходца из Багамских островов Рикардо Томпсона.

## Достижения
| 2009 | Юношеский чемпионат мира     | Брессаноне | 1-е  | Семиборье      | 5750   |
| 2009 | Юниорский чемпионат Европы   | Нови-Сад   | 8-е  | Семиборье      | 5375   |
| 2011 | Юниорский чемпионат Европы   | Таллин     | 6-е  | Семиборье      | 5787   |
| 2012 | Юниорский чемпионат мира     | Барселона  | 1-е  | Прыжок в длину | 6.81 м |
| 2012 | Олимпийские игры             | Лондон     | 15-е | Семиборье      | 6267   |
| 2013 | Чемпионат мира               | Москва     | 5-е  | Семиборье      | 6449   |
| 2014 | Чемпионат мира в помещении   | Сопот      | 2-е  | Прыжок в длину | 6.81 м |
| 2015 | Чемпионат Европы в помещении | Прага      | 1е   | Пятиборье      | 5000   |

- Член ордена Британской империи (2024)[8].